# شبکه خبری ژاپن

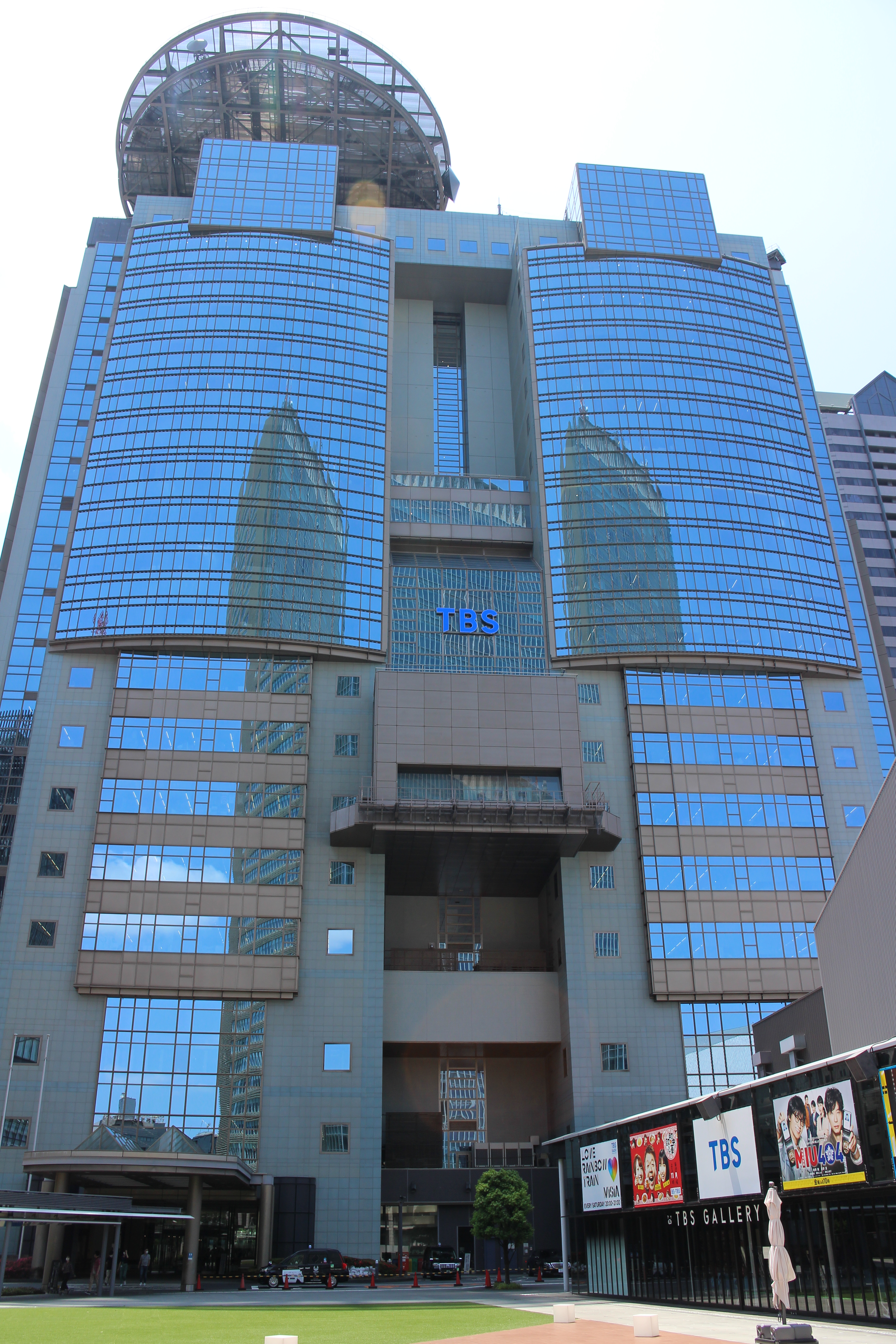
مرکز tbs

شبکه خبری ژاپن (انگلیسی: Japan News Network) یک شبکه خبری تلویزیونی در ژاپن است که توسط توکیو برودکاستینگ سیستم اداره می‌شود.